# Jan Malypetr
Jan Malypetr (Klobuky, 21 dicembre 1873 – Slaný, 27 settembre 1947) è stato un politico cecoslovacco, primo ministro della Cecoslovacchia dal 29 ottobre 1932 al 5 novembre 1935.

## Biografia
Esponente del partito agrario, fu Ministro degli Interni e Presidente della Camera dei Deputati dal 1925 al 1932 e poi ancora dal 1935 al 1939.